# Pierwszy kontakt (fantastyka naukowa)

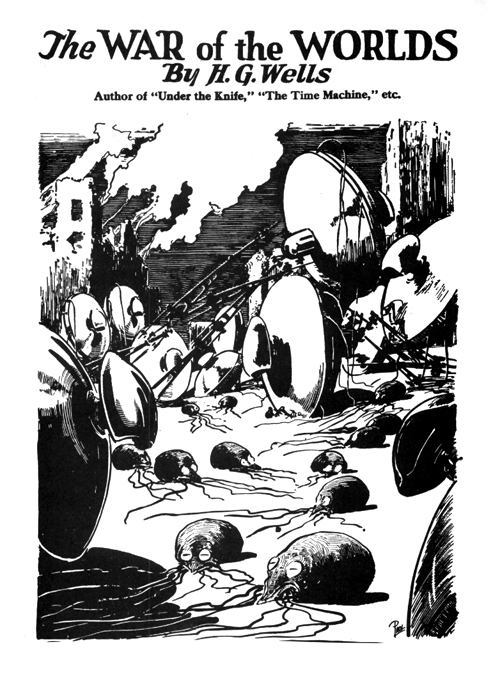
Wczesne podejście do tematu w powieści Wojna światów

Pierwszy kontakt – popularny motyw w fantastyce naukowej opisujące spotkanie ludzi z inteligentnym życiem pozaziemskim. Opisuje on kwestie ksenofobii, transcendencji i lingwistyki rozpatrując antropologiczny pierwszy kontakt w kontekście cywilizacji pozaziemskich.
Opowiadanie Murraya Leinstera z 1945 roku pt. Pierwszy Kontakt ukuło tenże termin, jednak motyw ten pojawił się wcześniej w powieściach takich jak Wojna światów, Pierwsi ludzie na księżycu, Wehikuł czasu. Jedną z pierwszych polskich powieści z tym motywem jest Na drugą planetę Władysława Umińskiego z 1894  r.
Motyw pojawił się również w filmach takich jak np. Star Trek: Pierwszy kontakt czy Bliskie spotkania trzeciego stopnia.